# Кеннеди, Розмари
Ро́уз Мари́ «Розмари» Ке́ннеди (англ. Rose Marie "Rosemary" Kennedy [ˈɹoʊz mə.ˈɹiː ˈɹoʊzˌmɛɹi ˈkɛnədi]; 13 сентября 1918, Бруклайн, Массачусетс — 7 января 2005, Форт-Аткинсон, Висконсин) — третий ребёнок и первая дочь Джозефа Кеннеди и Розы Фицджеральд; старшая из сестёр 35-го президента США, Джона Кеннеди. В возрасте 23 лет по настоянию отца перенесла префронтальную лоботомию, после которой её ментальные возможности снизились до уровня двухлетнего ребёнка.

## Биография

### Ранние годы

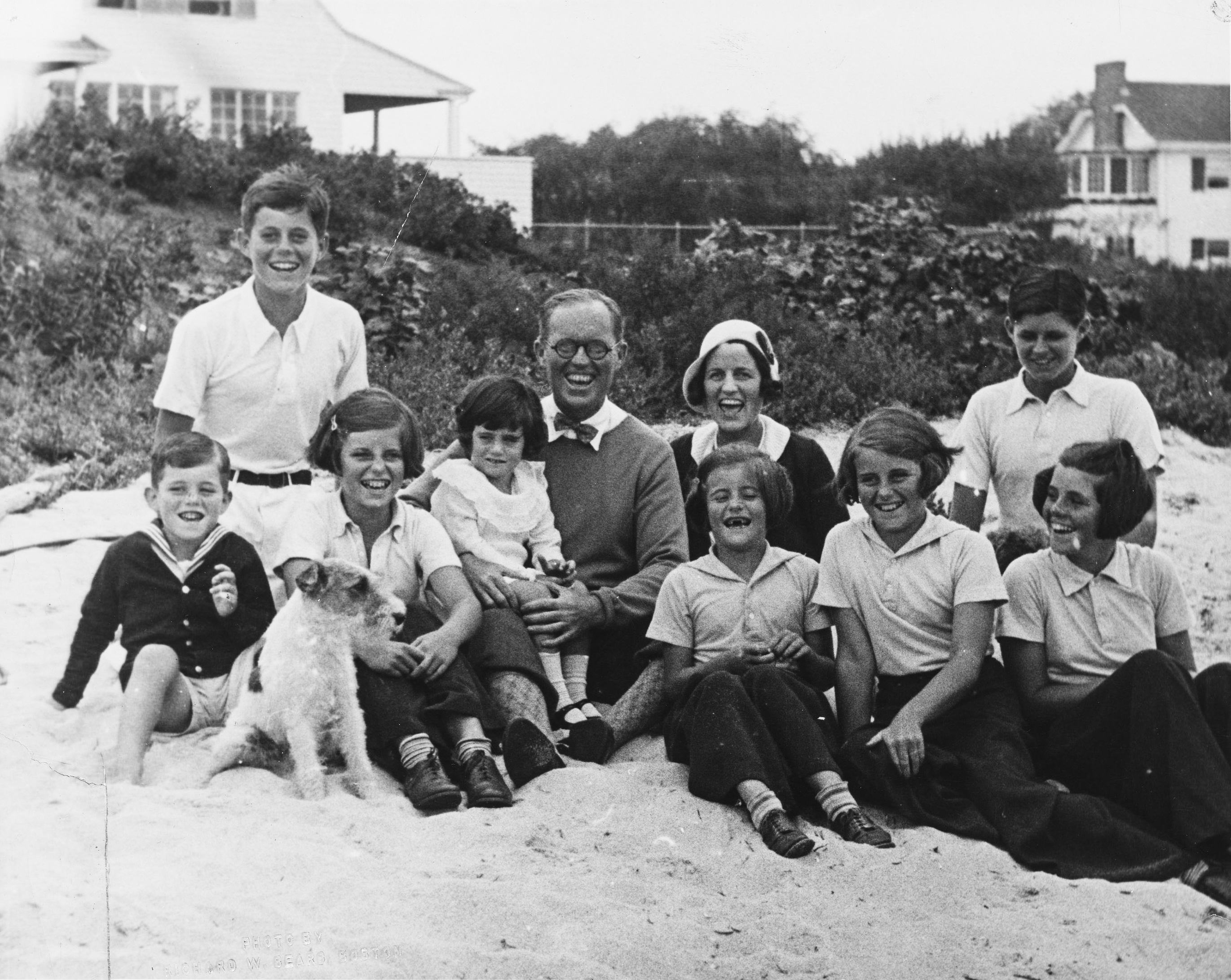
Семейство Кеннеди.
Розмари — крайняя справа

Роуз Мари Кеннеди родилась 13 сентября 1918 года в Бруклайне (Массачусетс), в доме Джозефа Патрика Кеннеди-старшего и Розы Элизабет Фицджеральд; девочка стала третьим ребёнком и первой дочерью из девяти детей пары. Роуз Мари получила имя в честь матери и обеих бабушек; в семье девочку называли Рози или Розмари. После рождения двоих сыновей вдали от мужа Роза собиралась рожать следующего ребёнка в Бостоне, но в начале 1918 года разразилась эпидемия испанки, бушевавшая почти три года. Женщина осталась в Бруклайне и почти всю беременность находилась под присмотром медсестры. Во время рождения девочки рядом не оказалось врача, который был занят больными испанкой, и медсестра в течение двух часов пыталась остановить роды подручными средствами, что вызвало у ребёнка кислородное голодание. После рождения двоих сыновей появление в семье девочки было принято с большой радостью. Пятьдесят лет спустя Роза вспоминала, что в детстве Розмари была «милой и спокойной и плакала гораздо меньше, нежели первые двое [детей]». Шесть недель после рождения девочки Роза считала идеальными. Розмари была крещена в католичестве в течение недели после рождения; крёстными родителями стали Маргарет Кеннеди, сестра Джозефа, и Эдди Мур, близкий друг и доверенное лицо Джона Фицджеральда, отца Розы. Эдди Мур, будучи благочестивым католиком, очень серьёзно отнёсся к роли крёстного отца и поддерживал Розмари всю свою жизнь.
К первому дню рождения Розмари Роза была вновь беременна. В феврале 1920 года на свет появилась вторая дочь пары, Кэтлин Агнес. Из-за забот о новорождённой Роза стала отдаляться от старшей дочери, однако именно в этот период она стала замечать, что Розмари сильно отличается от других детей в семье. «С опозданием она поползла, встала, сделала свои первые шаги, сказала свои первые слова… У неё были проблемы с детской ложкой», — писала Роза. Однако женщина разницу между поведением дочери и сыновей объясняла половыми различиями и разными характерами. Тем не менее неспособность дочери достичь типичных этапов развития вызывала у Розы тревогу. Этот период жизни был сложным и для самой Розы: карьера её мужа пошла в гору, и женщина стала играть большую общественную роль, что способствовало ещё большему отдалению от дочери. В 1921 году у Розмари родилась ещё одна сестра, а затем в жизни Кеннеди началась чёрная полоса (в мае 1923 года от рака умерла мать Джо, Мэри Августа; в сентябре сестра Розы, Юнис, умерла от туберкулёза), которая окончилась только в 1924 году с рождением в семье дочери Пэт. Всё это сказалось на психическом состоянии Розмари: стало очевидно, что Розмари не могла конкурировать ни физически, ни интеллектуально со своими братьями и сёстрами.

### Обучение
К моменту рождения третьей сестры девочка уже восемь месяцев посещала детский сад при Edward Devotion School. Весной 1924 года воспитатели Розмари Бетси Бо и Корделия Гулд отказались содействовать переводу девочки в первый класс. Роза проконсультировалась с семейным врачом, руководителем отдела психологии в Гарварде, католическим психологом, который был главой школы в Вашингтоне. Все они высказали одинаковое мнение: развитие Розмари неуклонно замедлялось. Роза была в отчаянии и не знала, что делать. В итоге Розмари осталась в детском саду ещё на год. В возрасте шести-семи лет Розмари прошла тест, аналогичный тесту IQ. Роза не знала конкретного результата, однако ей сообщили, что умственные способности девочки не соответствовали её возрасту.
Карьера Джо, постоянные поездки к нему Розы по выходным, а также нетерпимость к образу жизни Кеннеди в Бруклайне требовали переезда всей семьи в Нью-Йорк, который занял почти два года. Вскоре Розмари была отдана в Edward Devotion School. Хотя Розмари дважды прошла курс детского сада, она не успевала за другими учениками и в 1926 году было принято решение перевести её в класс, где обучались дети на два года младше. Когда семья переехала в Ривердейл, Розмари пошла во второй класс вместе с Кэтлин. Джо ошибался, думая, что в Нью-Йорке люди толерантнее: постоянное отсутствие дома Джозефа и слепая преданность дочери Розы были восприняты с недоумением со стороны местных жителей, среди которых лишь малая часть была католиками. За пределами семьи Розмари казалась милой и спокойной, в отличие от её гиперактивных братьев и сестёр, и потому Роза и Джо не считали её какой-то «особенной».

#### Домашнее обучение
Розмари тяжело пережила переезд в Ривердейл, хотя Роза надеялась, что новое окружение поможет дочери социализироваться. В то время, как другие дети легко осваивали чтение, письмо и математику, Розмари имела тенденцию писать справа налево, а не слева направо, что часто называют ясным индикатором нарушения развития. Кроме того, она не могла полностью сформулировать предложение, писать по прямой линии без помощи линованной бумаги и даже в зрелом возрасте не могла писать от руки. Нахождение в одном классе с детьми младшего возраста не помогало, и Роза приняла решение забрать дочь из школы. «Отсутствие у неё координации было очевидно и… она не могла идти в ногу [с другими детьми]», — писала Роза. Роза наняла частных учителей, которые, как она надеялась, помогут Розмари освоить свою возрастную программу.
В возрасте десяти лет Розмари не могла управлять парусником и делать всё то, что делали её братья и сёстры в этом возрасте. Роза играла с дочерью в теннис, но с другими детьми Розмари играть была не в состоянии. Немного помогли многочисленные уроки танцев, и ноги девочки стали менее «тяжёлыми». Домашние дела также не давались Розмари: она не могла ни нарезать мясо, ни переложить его с одной тарелки на другую. Неспособность Розмари понять разницу между лево и право могла быть признаком дислексии. Это же нарушение развития также объяснило бы и её ограниченность в письме и освоении направления. Оба этих навыка требуют определённых уровней концентрации, которые Розмари не смогла бы освоить, сколько бы она уроков ни посетила. Диагноз дислексии в то время не ставился. Лечение и образовательные курсы, которые могли бы помочь ей справиться с этой конкретной проблемой, были разработаны лишь многие годы спустя. Дислексия, однако, не объясняет другие трудности и ограничения Розмари, что указывает на более серьёзные и не диагностированные нарушения и проблемы развития. Роза водила дочь к различным врачам, но их оценки и рекомендации лишь ещё больше озадачивали женщину. Специалисты не могли точно определить причину болезни Розмари: по их мнению, это могла быть генетика, несчастный случай во время беременности, травма во время родов и многое другое. Братья и сёстры считали также, что девочка страдала эпилептическими припадками: в доме часто и внезапно появлялся врач и давал Розмари лекарства. В это время всех детей отправляли в другую комнату или на улицу, так что никто из них не знал, что происходит с сестрой, а спросить боялись, поскольку Джо злился, когда кто-то заводил разговор о здоровье его дочери.
Обучение дома вызывало у Розмари уныние. Отсутствие социального взаимодействия с детьми вне дома было привычным для неё, но ей было тяжело видеть каждый день, как её братья и сёстры утром уходят в школу без неё. Несмотря на старания Розы и Джозефа не выделять её среди других своих детей, Розмари понимала, что отличается от них, но не понимала, почему. Кроме того, изолированность девочки показала всё увеличивающуюся разницу между ней и другими девочками её возраста.
Консультации Розы с различными врачами, психологами, психиатрами, академиками и религиозными деятелями вновь стали актуальными. Однако никто из них не спрашивал мнения самой Розы о том, что, как она считает, будет лучше для её больной дочери. Всё это «ужасно разочаровывало и разбивало [ей] сердце». Специалисты советовали отправить Розмари в специальное учреждение, однако Роза, посетив несколько из них, твёрдо уверилась, что не сможет поместить дочь в такие условия. Кроме того, Джозеф также считал, что для Розмари будет лучше остаться дома и обучаться в ближайшей частной школе. Однако найти подходящую школу оказалось непросто и, чем дольше Розмари оставалась дома, тем сложнее стало с ней управляться. Розмари было одиннадцать, когда родители решили отправить её в частную школу-интернат. И Роза и Джо знали, что девочке будет трудно приспособиться к новым условиям, но другого выхода они не видели.

#### Возвращение в школу
Выбор Кеннеди пал на школу Деверё в Девон-Бервине (Пенсильвания). Осенью 1929 года Розмари пережила трудный переезд в школу Деверё. Уже в ноябре Джозеф получил письмо от администрации школы, в котором говорилось об улучшении успеваемости Розмари, и высказывалась надежда на дальнейший прогресс, однако высказывались и некоторые опасения из-за «вспышек нетерпения». По словам учителей, у Розмари произошли некие «социальные изменения» и «временами она становилась весьма очаровательной». Обучение Розмари включало в себя занятия по орфографии, грамматике, математике и пониманию прочитанного, а также уроки ремёсел и искусств. Как считали учителя, корень проблем девочки нужно было искать в низкой самооценке и неуверенности в себе, в связи с чем Розмари требовалось дополнительное поощрение.
Через несколько месяцев после отъезда Розмари Джозеф приобрёл в Бронксвилле (штат Нью-Йорк), дом для своей огромной семьи. Розмари бывала здесь только во время каникул. В этот период отношения детей Кеннеди с отцом вышли на новый уровень: если раньше воспитанием и обучением детей управляла Роза, то теперь Джо перехватил инициативу. Он сблизился с Розмари, однако по прежнему огорчался из-за её неспособности постигать что-то новое. Первый год обучения в школе Деверё совпал с большим крахом фондового рынка 24 октября 1929 года, который, однако, не сильно повлиял на Кеннеди. В отличие от многих семей, Кеннеди могли позволить себе продолжать платить за частный интернат для Розмари и других детей. К концу первого года в Розмари наконец произошли существенные «социальные изменения», необходимые для успешной жизни вдали от дома. Улучшились и навыки девочки в письме, математике и других предметах. Её низкая самооценка и низкий уровень доверия, тем не менее, оставались главным камнем преткновения для полного успеха; она периодически раздражалась, что, как считали учителя, являлось отражением разочарования и тревоги, когда у Розмари что-то не получалось. Однако все успехи, достигнутые за год, были потеряны во время летних каникул. Учителя считали, что при должном усилии Розмари могла бы достичь определённого уровня знаний, однако сама Розмари мало волновалась об этом. Не подозревая о том, что именно пишет администрация школы Джо, девочка пыталась убедить родителей, что прикладывает максимум усилий. По решению учителей Розмари оставляли в школе на все выходные и праздники; Розмари скучала по семье и в письмах умоляла мать позволить ей приехать хотя бы на День благодарения. В этот период удаления от семьи Розмари стала особенно близка с сестрой Юнис, дружба с которой продлится более семидесяти лет.
Роза отправила Розмари в Sacred Heart Convent в Элмхёрсте (Провиденс, штат Род-Айленд), в возрасте 15 лет, где она получила образование отдельно от остальных студентов. Две монахини и специальный учитель, мисс Ньютон, работали с ней целый день в отдельном классе. Кеннеди подарили школе новый теннисный корт за их усилия. Розмари «читала, писала, произносила и считала» на уровне ученицы четвёртого класса. Она усердно училась, но чувствовала, что приносит разочарование своим родителям, которым хотела угодить. Именно тогда мать попросила её брата Джека сопровождать Розмари на танцевальном вечере, на котором благодаря ему она не «выделялась среди остальных».
В то время низкий IQ Розмари был истолкован как нравственный дефицит и, по словам Генри Г. Годдарда, она страдала расстройством интеллекта. Она была названа индивидуумом с IQ между 60 и 70 (или взрослым с психическим возрастом от восьми до двенадцати лет).

### Лоботомия
Спокойная и добродушная, будучи ребёнком и подростком, с взрослением Кеннеди стала более напористой. Она, как сообщается, была подвержена резкой смене настроения. Некоторые наблюдатели объясняют её трудности с поведением несоответствием её братьям и сестрам, которые должны были представлять высокие стандарты, а также гормональными всплесками, связаными с половым созреванием. В любом случае, семья с трудом справлялась с часто буйной Розмари, которая начала сбегать ночью из монастыря, где она получила образование и заботу.
В 1941 году, когда Розмари было 23, врачи сказали её отцу, что новая нейрохирургическая процедура, лоботомия, поможет успокоить её перепады настроения и внезапные вспышки насилия. В то время было проведено лишь относительно небольшое количество лоботомий. Джеймс У. Уоттс, который проводил процедуру вместе с Уолтером Фрименом, описал, что произошло:
«Мы прошли через верхнюю часть головы, я думаю, что она не спала. Она приняла слабый транквилизатор. Я сделал хирургический разрез в мозг через череп. Рядом со лбом. С обеих сторон. Мы только что сделали небольшой разрез, не более дюйма». Инструмент, который доктор Уоттс использовал, выглядел как нож для масла. Он повернул его вверх и вниз, чтобы разрезать ткани головного мозга. «Мы вставляем инструмент внутрь», сказал он. После того, как доктор Уоттс сделал разрез, доктор Фримен начал задавать вопросы Розмари. Например, он попросил её процитировать молитву Господню или спеть «Боже, благослови Америку» или считать в обратном направлении. … «Мы делали оценку того, на сколько делать разрез на основе того, как она отвечала». … Когда она начала говорить бессвязно, они остановились.
После лоботомии неуспешность операции быстро стала очевидной. Ментальные возможности Кеннеди снизились до уровня двухлетнего ребёнка. Она не могла ходить, внятно говорить и страдала недержанием мочи.

### Последствия
Розмари несколько лет прожила в частной психиатрической клинике «Craig House», расположенной к северу от Нью-Йорка. В 1949 г. её переселили в дом на территории St. Coletta School for Exceptional Children (ранее «St. Coletta Institute for Backward Youth», Джефферсон, Висконсин), где она провела оставшуюся жизнь.
Несмотря на некоторые улучшения (заново научилась ходить, хотя и прихрамывая, однако так и не смогла вновь заговорить и не владела одной рукой), из-за своего состояния Розмари сильно отдалилась от семьи. Семейство Кеннеди далеко не сразу предало огласке правду о неудачной операции. Розмари регулярно посещали мать и сестра Юнис Кеннеди.

### Смерть
Розмари умерла от естественных причин 7 января 2005 года в Мемориальном госпитале Форт-Аткинсона (Висконсин), в возрасте 86 лет в окружении трёх сестёр и брата Теда. Розмари стала пятым умершим ребёнком Розы и Джозефа, но первой, кто умер от естественных причин. Она была похоронена на кладбище Холихуд в Бруклайне рядом с родителями.